# Эс-Сиб
Сиб (Эс-Сиб) (араб. السيب‎) — город, административный центр региона Маскат Султаната Оман, а также одноименного вилайета. Является частью агломерации Маскат. Согласно переписи 2020 года, его население составляло 470 878 человек. 

## История
Исторический «Форт Сибо» располагался в Эс-Сибе, в нескольких километрах к северо-западу от Маската. Для Маската он был одним из первых и наиболее важных оборонительных сооружений, входя в ряд укрепленных городов, таких как Хор-Факан, Маскат, Сохар, Курейят и Матрах, которые Португалия должна была контролировать для доступа к Персидскому и Оманскому заливам. Форт был снесен, на его прежнем месте сегодня стоит международный аэропорт Маската.
Эс-Сиб известен тем, что 25 сентября 1920 года между Имаматом Омана и Султанатом Маскат был заключен Себский договор. Этот договор разделил Оман на два отдельных региона, внутренний и прибрежный, которые отделяли горы Аль-Хаджар.

## Достопримечательности
В Сибе расположены сады, большие роскошные виллы. Здесь находятся королевские конюшни и центр верховой езды, а также Королевская гвардия и резиденция Султана — Бейт-эль-Барака, дворец, закрытый для публики. Между шоссе и Бейт-эль-Барака расположился Королевский оманский симфонический оркестр, основанный в 1985 году.

## Спорт
В Эс-Сибе базируются футбольные клубы Аль-Сиб и Аль-Шабаб.